# Rohard I de Haifa
Rohard I (también Rohart, latín:  Rorgius de Caïphe, fallecido en 1107) fue probablemente un cruzado occitano y señor de Haifa en el reino de Jerusalén.
Rohard era probablemente un hijo o pariente de Geldemar Carpenel (fallecido en 1101), señor de Haifa. En cualquier caso, Rohard lo sucede como señor de Haifa. El cronista Alberto de Aquisgrán lo menciona en Jaffa en 1103 como uno de los barones del rey Balduino I de Jerusalén.
Rohard murió en 1107 y fue enterrado en la Iglesia del Santo Sepulcro en Jerusalén. Su sucesor como señor de Haifa fue Payen I, probablemente su hijo.